# 雷夫基
50°37′8″N 34°41′4″E / 50.61889°N 34.68444°E
雷夫基（烏克蘭語：Ревки）是位於烏克蘭東北部的村莊，由蘇梅州蘇梅區的萊貝丁市鎮負責管轄。該村分別距離謝迪內0.5公里和比什金2.5公里，海拔高度118米，2001年人口117。